# Brion Gysin
Brion Gysin (19. ledna 1916, Taplow – 13. července 1986) byl anglický malíř a básník.

## Život
Narodil se ve vesnici Taplow kanadským rodičům. Jeho otec zemřel osm měsíců po synově narození. Později s matkou odešel do Kanady, kde studoval, a nakonec se k dalšímu studiu vrátil do Anglie. Byl přítelem autora Williama Sewarda Burroughse. Společně propagovali střihovou (cut-up) metodu psaní. Rozstříhali již napsaný text na jednotlivá slova, která po následném sestavení dávala jiný smysl. Společně s inženýrem Ianem Sommervillem sestrojil stroj na sny (Dreamachine), který umožňoval vidět se zavřenýma očima. Rovněž natočil několik hudebních alb, často ve spolupráci se saxofonistou Stevem Lacym. Zemřel v Paříži ve věku sedmdesáti let.
V češtině vyšla jeho povídka Pusťte myši dál (Let the Mice In) v antologii Zdi iluzí (nakladatelství Motýl, 1998). V roce 2025 vyšla v nakladatelství Vršovice2016 kniha Poslední muzeum & Cut-Ups v překladu Richarda Pechy, obsahující román Poslední muzeum (The Last Museum, pův. 1985, vůbec první překlad do cizího jazyka), výbor z dalšího díla, a esej Josefa Rauvolfa.